# 2014 en journalisme
| Années du journalisme : 2011 - 2012 - 2013 - 2014 - 2015 - 2016 - 2017    |
| Décennies du journalisme : 1980 - 1990 - 2000 - 2010 - 2020 - 2030 - 2040 |

Cet article présente les faits marquants de l'année 2014 en journalisme.

## Décès
- 1er janvier : 
  - Herman Pieter de Boer, Écrivain, journaliste et parolier néerlandais.
  - Pete DeCoursey (en) : Journaliste américain.
- 2 janvier : Franciszek Malinowski (en) : Chercheur et journaliste polonais.
- 3 janvier : Robert Diligent, Journaliste français.
- 5 janvier : Annamária Kinde, Journaliste et poète hongroise.
- 15 janvier : Tor Milde (en), Journaliste et écrivain norvégien.
- 18 janvier : Komla Dumor, Journaliste britannique d'origine ghanéenne.
- 25 janvier : John Robertson (en), Journaliste canadien.
- 29 janvier : François Cavanna, Écrivain français, dessinateur humoristique et journaliste.